# チェルノブイリ・ネックレス
チェルノブイリ・ネックレス（英語: Chernobyl necklace）またはチェルノブイリの首飾り（チェルノブイリのくびかざり）とは、甲状腺癌治療のため甲状腺の摘出手術を受けたあと、患者の首に残る水平方向の手術創（傷痕）のことで、とりわけ放射線に起因して発症したものに対して用いられる用語である。チェルノブイリに近いベラルーシでの症例が多いことから、ベラルーシアン・ネックレス（英: Belarussian necklace）と呼ばれる場合もある。装身具としてのネックレスとの形状の類似性によりこう呼ばれるほか、宝石・貴金属が持つイメージと原子力事故の負のイメージをあえて対比させる形で用いられることがある。

## 概要
体内で甲状腺ホルモンを合成するためにはヨウ素が必要である。人体に摂取、吸収されたヨウ素は血液中から甲状腺に集まり、蓄積される。原子力事故や核実験などによって、環境に核分裂生成物のヨウ素131 (131I、ヨウ素の放射性同位体) が放出された場合、人体は安定ヨウ素（127I）とヨウ素131を区別しないためいずれも甲状腺に蓄積され、内部被曝により甲状腺の癌化の原因となりうる。ヨウ素の項目も参照。
チェルノブイリ原子力発電所事故後、周辺地域で特に小児を中心に甲状腺癌が多発し、多数の住民がこの手術創を持つことになった。手術創が消えるまでは長期間かかることが多く、その間患者はチェルノブイリ事故の被害者であることが一目で分かる状態が続いた。患者の心的外傷の原因となり、人生が撹乱される一因 (life disrupters) となるケースも報告されている。

## 治療と手術創
甲状腺癌に対する治療は、基本的には外科手術である。再発を防ぐため、腫瘍のしこりのみならず甲状腺全体の摘出（甲状腺全摘）に加えて、リンパ節再発を防ぐために甲状腺周辺のリンパ節の切除（リンパ節郭清）が行われる。しこりが大きい場合・甲状腺周辺にまで広がっている場合・腫れたリンパ節があった場合などは、もっと外側（具体的には胸鎖乳突筋周辺）まで郭清するため、皮膚の切開はかなり大きくなる。
手術創として、首の真ん中に1本の線が残る。8割程度の患者において、術後1年でこの傷は幅 2 mm 以下の線になり、徐々に、離れるとわからない程度になっていく。残り2割の患者においては傷が赤く盛り上がることが知られている。ケロイド体質との関連性が提案されているが、原因ははっきりわかっていない。

## チェルノブイリ原子力発電所事故
チェルノブイリ原子力発電所事故（1986年）のあと、1990年頃からベラルーシ、ウクライナ、ロシア、ポーランドにおいて小児甲状腺癌の発症率は急増した。例えばベラルーシのゴメリ州において、1985・86年は毎年1人だった小児甲状腺癌の登録者数は、87年から増え始め、90年代には毎年50人の患者が登録された。特に小児に影響が出た理由として、当時長崎大学教授で総理府原子力委員会の分科会構成員を務めていた山下俊一は、「空気中や食物連鎖によるミルクなどを介して乳幼児に摂取され」たこと、周辺地域が地方性甲状腺腫の多発地域であったことから、「普段からヨード飢餓の状況にあった」ことなどをあげている。

## チェルノブイリ以外での懸念
チェルノブイリ・ネックレスはチェルノブイリ周辺以外の地域でも発生している可能性も指摘されている。

### ネバダ核実験場
アメリカ合衆国のジャーナリスト、ヴァレリー・ブラウンは、自身が甲状腺癌を発症してネックレスが残ったことについて、チェルノブイリ事故の影響は考えにくく、一方でネバダ核実験場の近くにいたため同実験場での大気圏内核実験の影響を受けたのではないかと主張している。

### 福島第一原子力発電所事故
福島第一原子力発電所事故直後の言説では、周辺住民にチェルノブイリ・ネックレスが残ることになるのではないかと危惧された。
2012年3月には郡山の4歳児と7歳児に甲状腺癌の疑いがある結節が認められたと週刊誌で報じられたが、その記事中で報じられた医師によれば、結果は良性であり、また記事は事実と異なるものであったとしている。福島県立医科大学教授の鈴木眞一は、チェルノブイリでは、事故後4～5年で甲状腺癌が増えていることから「チェルノブイリの時より早く甲状腺癌が起こるとは考えにくい」と述べている。そもそも成人の場合は健康者でも一定の割合で甲状腺に結節を認めることが知られているが、小児の場合のデータは不足している。そのため、もし放射線に曝露されたとしてもその影響が発現しない時期におけるベースラインの把握を目的として、福島県は2011年10月から2014年にかけて、東日本大震災発生日時点で18歳以下だった福島県民約36万人を対象とする甲状腺検査を実施している。
日本先天異常学会によれば、「放射性ヨウ素の甲状腺被ばくは避難区域内1歳児で20～82 mSv、30キロ圏外の1歳児が33～66 mSv、成人が8～24 mSvでいずれも甲状腺がんが増えるとされる100 mSv以下」であり、また原子放射線の影響に関する国連科学委員会も「がん発生率の増加やその他の健康被害が起こることはないであろう」と明言している。同委員会の報告では、早期の避難が功を奏し、大衆への影響が極めて低いレベルにまで抑えられたと述べられている。

### 写真
- Gabriela Bulisova、Chernobyl Revisited（チェルノブイリ再訪）
- 名古屋大学医学部付属病院 乳腺・内分泌外科、甲状腺とは＞治療＞手術創（一般的な手術創の写真）